# Giorgio Noseda

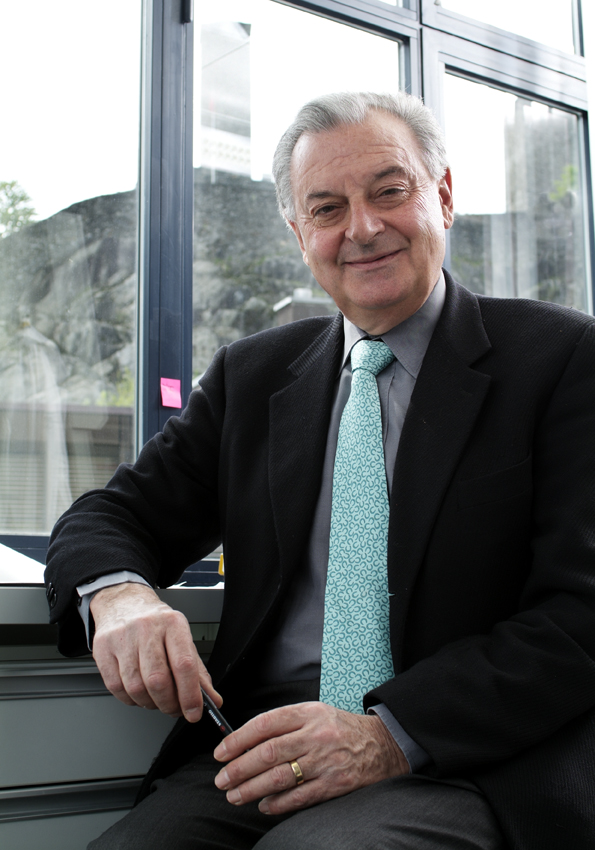
Giorgio Noseda (2018)

Piergiorgio Noseda (* 14. Juli 1938 in Mendrisio, Tessin) ist ein Schweizer Mediziner und Universitätsprofessor.

## Biographie
Noseda studierte Medizin an der Universität Zürich und in Paris. Er vertiefte sich durch postgraduale Studien an der Universität Zürich, in London und Bern.
Er arbeitete als Oberarzt der Inneren Medizin am Inselspital Bern, von 1974 bis 2001 als Chefarzt der Inneren Medizin am Regionalspital Mendrisio und von 2002 bis 2005 als Kardiologe am Ospedale Civico in Lugano. Zudem lehrte Noseda an der Universität Bern.
Neben seiner Arbeit als Arzt widmete er sich dem Kampf gegen den Krebs. Seit 1984 engagiert er sich im Stiftungsrat für die Fondazione ticinese per la ricerca sul cancro. Von 1989 bis 1992 war er Präsident der Krebsliga Schweiz, von 1990 bis 2006 Präsident der Stiftung Krebsforschung Schweiz, deren Mitbegründer er war, von 1997 bis 1999 Präsident des Schweizerischen Instituts für Angewandte Krebsforschung und von 2001 bis 2011 die Stiftung Swiss Bridge, die ebenfalls die Krebsforschung unterstützt. Er war 1993 Mitgründer und lange Präsident der Stiftung Haus der Schweizerischen Krebsliga. 1999 gründete er den Verein Oncosuisse, Dachverband der Krebsorganisationen in der Schweiz, die er bis 2006 präsidierte und die die Nationale Strategie gegen Krebs umsetzte. 2007 war er Mitbegründer und in der Folge Präsident der Stiftung Nationales Institut für Krebsepidemiologie und Registrierung (NICER), das die nationale Krebsregistrierung koordiniert, die seit 2020 schweizweit durchgeführt wird.
Auch in kardiologischen Fachorganisationen war er aktiv, unter anderem im Vorstand der Schweizerischen Herzstiftung, als Sekretär der European Atherosclerosis Society. 1997 war er bei der Gründung des Istituto di Ricerca in Biomedicina in Bellinzona beteiligt, dessen Ehrenpräsident er noch heute ist.

## Politik
Von 1975 bis 1989 war Noseda als Sozialdemokrat Mitglied des Grossen Rats (Gran Consiglio) des Kanton Tessin.

## Privates
Giorgio Noseda ist mit Lorenza Pedrolini verheiratet. Die beiden haben drei Kinder.
Noseda engagiert sich auch sozial und ist Gründer sowie Ehrenpräsident von Hilfswerken, die sich für Entwicklung in der Casamance in Senegal respektive für Bildung Benachteiligter in Kenia einsetzt.

## Auszeichnung
Noseda hat zahlreiche Preise erhalten. Unter anderem wurde er 2006 zum Schweizer des Jahres in der Kategorie Gesellschaft ernannt. Die Universität Zürich ernannte ihn 2020 zum Ehrensenator. An der Universität Zürich wurde 2020 ein Lehrstuhl für Krebsepidemiologie und -versorgung nach ihm benannt.